# Lafayette, Tennessee
Lafayette [ləˈfeɪ.ᵻt] är administrativ huvudort i Macon County i Tennessee. Orten har fått sitt namn efter Gilbert du Motier, markis av Lafayette. Vid 2020 års folkräkning hade Lafayette 5 584 invånare.

## Kända personer från Lafayette
- Rita Coolidge, artist